# Mesonychidae
De Mesonychidae zijn een groep van uitgestorven carnivore hoefdieren uit de Mesonychia. Deze dieren leefden in het Paleoceen, Eoceen en Vroeg-Oligoceen.

## Classificatie
De Mesonychia wordt globaal ingedeeld in drie subgroepen:
- de basale taxa: Ankalagon en Dissacus
- de tussengroep: Sinonyx en Pachyaena
- de ontwikkeldste taxa: Mesonyx, Synoplotherium (synoniem: Dromocyon) en Harpagolestes

Naast deze geslachten behoren nog verschillende minder bekende geslachten uit het oostelijk Azië tot de Mesonychidae.

## Ontwikkeling
In het Torrejonian kwam vanuit de Triisodontidae de Mesonychidae tot ontwikkeling, de best bekende familie van de Mesonychia. De mesonychiden waren de dominante roofzoogdieren van het Paleoceen en het Vroeg-Eoceen. In de loop van het Eoceen maakten ze plaats voor de creodonten en echte carnivoren. De laatste mesonychiden leefden in het Vroeg-Oligoceen.

## Beschrijving
De mesonychiden hadden een wolfachtig uiterlijk en varieerden in grootte van het formaat van een vos tot dat van een beer. De kop was relatief groot met beperkte herseninhoud en de nek was relatief lang. De tanden waren geschikt voor het scheuren van vlees, hoewel de hoektanden minder scherp en groot waren dan bij echte carnivoren. Hierdoor waren mesonychiden minder goed in staat vlees in stukken te snijden. De bouw van de kaken suggereert sterke kaakspieren met een krachtige beet. Sommige taxa, zoals Harpagolestes, hebben robuuste kaken met grote, sterk afgesleten tanden wat het kraken van botten suggereert. De poten waren kort en robuust en aan elke poot zaten vijf hoefachtige tenen. Deze hoefachtige tenen hebben zich bij andere hoefdieren in de loop van de evolutie ontwikkeld tot één enkele teen met een echte hoef. De eerste mesonychiden waren zoolgangers, maar latere vormen waren teengangers en daarmee beter aangepast aan rennen. De rug was stijf en de voortbeweging van de mesonychiden zal meer op die van antilopen of tapirs hebben geleken dan op die van echte carnivoren. Het is niet duidelijk of de mesonychiden actieve jagers of aaseters waren. De grotere soorten waren vermoedelijk omnivoor. Bij een aantal taxa is seksueel dimorfisme gevonden. Zo is er bij Ankalagon een substantieel verschil in lichaamsgrootte en formaat van de hoektanden. Hedendaagse zoogdieren met seksueel dimorfisme zijn meestal sociaal levend en waarschijnlijk was dit ook voor een aantal mesonychiden het geval. Bij andere taxa, zoals Pachyaena, was geen sprake van seksueel dimorfisme en deze waren waarschijnlijk solitair levende dieren.